# Усинбекова, Калима
Калима Усинбекова (каз. Қалима Үсінбекова, 1918 год, аул Коныролен, Джаркентский уезд — дата и место смерти неизвестны) — колхозница, Герой Социалистического Труда (1948).

## Биография
Родилась в 1918 году в ауле Коныролен Джаркентского уезда (ныне — Панфиловский район Алматинская области, Казахстан).
В 1931 году вступила в сельскохозяйственную артель, которая в 1942 году была преобразована в колхоз «Доланалы» Талды-Курганского района Талды-Курганской области. В 1943 году была назначена звеньевой полеводческого звена.
В 1947 году полеводческое звено под руководством Калимы Усинбекова собрало по 31,41 центнера зерновых с каждого гектара с участка площадью 11 гектаров. Указом Президиума Верховного Совета СССР от 28 марта 1948 года «за получение высоких урожаев пшеницы, ржи, хлопка и сахарной свёклы в 1947 году» удостоена звания Героя Социалистического Труда с вручением Ордена Ленина и золотой медали Серп и Молот.
Вышла на пенсию в 1959 году. Проживала в Талды-Курганской области.

## Награды
- Герой Социалистического Труда (1948);
- Орден Ленина (1948).